# Johnny Be Good
Johnny Be Good es una película cómica estadounidense de 1988 dirigida por Bud Smith y protagonizada por Anthony Michael Hall, Robert Downey Jr., Steve James, Jennifer Tilly y Uma Thurman. El título se inspira en la famosa canción de Chuck Berry.

## Sinopsis
Johnny es un joven mariscal con el talento del fútbol americano en la universidad. Reclutadores inescrupulosos harán todo lo posible para alejarlo de la universidad a fin de controlarlo mejor.

## Reparto
- Anthony Michael Hall como Johnny Walker.
- Robert Downey Jr. como Leo Wiggins.
- Paul Gleason como Wayne Hisler.
- Uma Thurman como Georgia Elkans.
- Steve James como el entrenador Sanders.
- Seymour Cassel como Wallace Gibson.
- Jennifer Tilly como Connie Hisler.
- Deborah May como Sra. Walker
- Jim McMahon como él mismo.
- Howard Cosell como él mismo.

## Premios y nominaciones
Nugent contribuyó  a la banda sonora que obtuvo una nominación para un premio Golden Raspberryen  1988  como la Peor Canción Original.